# توماس سادوسكي
توماس سادوسكي (بالإنجليزية: Thomas Sadoski)‏ هو ممثل أمريكي، ولد في 1 يوليو 1976 بنيو هيفن في الولايات المتحدة.

## أعمال

### أفلام
- (2014) بري[6][7]
- (2014) جون ويك[8][9]
- (2017) جون ويك 2

### مسلسلات
- الحياة في قطع
- غرفة الأخبار

## ترشيحات
- جائزة توني لأفضل ممثل في مسرحية [الإنجليزية]‏ (2009)

## وصلات خارجية
- توماس سادوسكي على موقع IMDb (الإنجليزية)
- توماس سادوسكي على موقع ألو سيني (الفرنسية)
- توماس سادوسكي على موقع ميوزك برينز (الإنجليزية)
- توماس سادوسكي على موقع قاعدة بيانات برودواي على الإنترنت (الإنجليزية)
- توماس سادوسكي على موقع قاعدة بيانات الفيلم (الإنجليزية)
- توماس سادوسكي على موقع كينوبويسك (الروسية)